# Callilepis pluto
Callilepis pluto är en spindelart som beskrevs av Banks 1896. Callilepis pluto ingår i släktet Callilepis och familjen plattbuksspindlar. Inga underarter finns listade.